# Генріх д'Аркур
Генріх д'Аркур (фр. Henry d'Harcourt; 2 квітня 1654 — 19 жовтня 1718) — військовий та державний діяч, дипломат Французького королівства, 1-й герцог д'Аркур, пер Франції, маркіз де Беврон, маршал.

## Життєпис
Походив зі знатного нормандського роду д'Аркур. Старший син маркіза Франсуа III д'Аркура, лейтенант-генерала Верхньої Нормандії, та Катерини де Ла Тельє. Здобув домашню освіту. Потім перебував при батькові.
Поступив на службу під час Голландської війни 1673 року корнетом в полк свого стрийка Оде д'Аркура, маркіза де Тюрі. Служив табірним ад'ютантом у маршала Анрі де Тюренна при облозі Унни 1674 року. Того ж року брав участь в битві при Зінсгаймі (між Гейдельбергом і Гайльбронном) під командуванням Тюренна. Потом відзначився у биті біля Ентцгаймі (поблизу Страсбургу), біля Мюльхаузені і Тюркгаймі. 1675 року став полковником в полку Аркур. Після смерті Тюренна приєднався до полку у Фландрії, де і закінчив кампанію того року. У 1676 році переведено до Рейнської армії. При облозі Валансьєну 1677 року король Людовик XIV доручив Генрі д'Аркуру командування Пікардійським полком. Брав участь з цим полком в облозі Камбре, в одній з атак д'Аркур був поранений. Потім переведено під командування маршала Франсуа де Крекі, з яким брав участь в облозі Фрайбургу.
Після відставки свого батька 1678 року успадкував посаду лейтенант-генерала Верхньої Нормандії. Згодом брав участь у битві біля Рейнфельду, відзначився при через Кінтц. Брав участь в облозі Келя.
1682 року було призначено генеральним інспектором піхоти (перебував на цій посаді до 1689 року). 1683 року стає бригадиром піхоти. В цей час почалася Війна за об'єднання. У 1684 році в складі армії маршала Фрідріха фон Шомберга брав участь в облозі Люксембургу. 1687 року оженився з представницею роду Брюлар.
1688 року стає табірним маршалом (на кшталт генерал-майора). З початком війни Аугсбурзької ліги спочатку діяв у Німеччині під орудою Людовика Великого Дофіна. Брав участь в облозі і взятті Філіппсбургу. 1690 року призначений командувати в герцогстві Люксембург і графстві Шині. Невдовзі успішно діяв на Нижньому Рейні, наклав контрибуцію на герцогство Юліх і місто Кельн. 1691 року встанивов французький контроль на долину Мозеля. Невдовзі відставлений від командування Пікардійським полком.
У 1692 році опинився під командуванням маршала Луї-Франсуа де Буфлера, в серпні повернувся до командування в Люксембурзі. У вересні того ж року завдав поразки 18-тисячному загону з герцогства Пфальц-Нойбург і курфюрства Кельн, який намагався зробити раптовий напад на зайняту французами територію. Несподіваною атакою під Утревілем д'Аркур відкинув драгунів, і взяв у полон ворожого командира з великим числом солдат і офіцерів. У грудні отримав командування над облогою Рейнфельда і Санкт-Геннера. Коли на допомогу обложеним підійшла армія ландграфа Карла Гессен-Кассельского, що мав значну чисельну перевагу, д'Аркур організував планомірний відступ французьких військ.
1693 року отримав звання генерал-лейтенанту. 4 червня отримав губернаторство Турне. 22-23 липня взяв місто і цитадель Юї. Потім зробив великий внесок у перемогу в битві біля при Неєрвіндені. 1694 року призначений командувати Мозельською обсерваційною армією під верховним керівництвом маршала Буфлера. 1695 року одержав наказ перейти до оборони.
1696 року був призначений командувачем армії для висадки в Англії і відновлення Якова II на троні. Цей проект не був реалізований, і 17 квітня д'Аркур був відправлений командувати на Мозель, а взимку повернувся керувати Люксембургом. 1697 року знову отримав Мозельську армію. Того ж року після укладання Рисвікського миру призначено послом до Іспанії. В Мадриді перебував до 1700 року.
У жовтня 1700 року одержав командування Південною армією в Гієні. Кампанія не відбулася і д'Аркур знову призначається послом при новому іспанському королі Філіппі V. У листопаді того ж року отримав титул герцога.
Через хворобу у жовтні 1701 року повернувся до Франції. 1703 року стає маршалом Франції, потім очолив королівську гвардію. 1709 року одержав командування армією в Німеччині, забезпечив безпеку Вейсенбурзьких ліній, яким погрожував принц Максиміліан Вільгельм Брауншвейг-Люнебург, відправив загін охороняти переправи через Рейн в Верхньому Ельзасі, 20 серпня направив корпус графа дю Бурга проти фельдмаршал-лейтенанта Клавдіуса Флорімонда Мерсі, якого розбили біля Румерсгайма. У листопаді стає пером Франції.
1710 року прийняв командування Німецькою армією, потім отримав генеральне намісництво у Франш-Конте. У вересні отримав командування Фландрською армією. 1711 року разом з маршалом Жаком Базеном де Безоном отримав командування Рейнською армією, зібрав контрибуцію з Шпейєра, Ландау і Гермерсгайма. 1712 року відмовився від намісництва у Франш-Конте на користь сина.
1715 року став членом Ради Регентства. Людовик XIV призначав його вихователем свого наступника, але герцог помер, не встигнувши вступити в цю посаду. Помер 1718 року.

## Родина
Дружина — Марія Анн Клод, донька Клода Брюлара, маркіза де Жанліс
Діти:
- Шарлотта Генрієтта (1688—після 1707), черниця
- Франсуа (1689—1750), 2-й герцог д'Аркур, маршал Франції
- Людовик-Генріх (1692—1716), граф д'Аркур
- Людовик-Абрагам (1694—1750), абат, 3-й герцог д'Аркур
- Клод Лідія (1696—1750), дружина Габріеля Рене де Майока, граф де Крекі
- Клод Лідія
- Луїза-Анжеліка (1699—1762)
- Шарль-Ардуен
- Анн-П'єр (1701—1783), 4-й герцог д'Аркур, маршал Франції
- Анрі-Клод (1704—1769), граф д'Аркур
- Людовик (1706—1711)